# Oingt
Pour l’article ayant un titre homophone, voir Ouen.
Oingt [wɛ̃] est une ancienne commune française située dans le département du Rhône, en région Auvergne-Rhône-Alpes.
Du point de vue administratif, la commune a fusionné le 1er janvier 2017 avec les communes du Bois-d'Oingt et de Saint-Laurent-d'Oingt pour former la nouvelle commune de Val d'Oingt.
Oingt est en 2019 un village médiéval restauré, dominant la vallée de l'Azergues et appartenant au pays des Pierres dorées, utilisées de tout temps comme matériau de construction. Classé parmi les plus beaux villages de France, la mairie adhère à l'association des plus beaux villages de France.

## Géographie

### Localisation
Oingt se situe dans le Beaujolais, au nord-ouest de Lyon, à l'ouest de Villefranche-sur-Saône et de l'autoroute A6.

### Géologie et relief
Le territoire, allongé du nord au sud, se situe sur des collines. Le village historique s'est implanté en haut de l'une d'elles, à environ 520 mètres d'altitude. Le point le plus haut se situe sur une colline au nord-est du village, à 652 mètres. Son sol est constitué de couches sédimentaires de l'ère secondaire. Le bourg est bâti sur une crête calcaire, dont la roche de couleur ocre, est le matériau de construction typique de la région. Le village est régulièrement exposé aux vents.

### Hydrographie
Le ruisseau de Nizy, qui prend sa source à l'est du village, descend vers le sud dans le lit d'un vallon, jusqu'à 358 mètres en limite communale.

### Lieux-dits
- La Picotière
- Font-Vieille
- le Crêt du Layet
- les Verchères du Layet
- le Layet du haut et du bas
- le Bourg d'en bas
- la Guillardière.
- le Patin

### Voies de communication et transports
Oingt est desservie par la D 120 (du nord au sud, vers Le Bois-d'Oingt) et la D 96 (reliant la commune à Saint-Laurent-d'Oingt à l'est à Theizé à l'ouest).

## Toponymie
Le nom de la localité est attesté sous la forme Iconium en 1010 dans un acte notarié. Il est connu également sous les graphies de Yconium, Ichonio ou Ionio dans une charte apocryphe des années 1200,.
Le nom a évolué en Ioing après la chute du -c- intervocalique et finalement en Oingt.
L'origine du nom est inconnue, estimée d'origine celtique, grecque ou romaine. Celle-ci pourrait prendre comme origine les termes "en haut des vallées", soit "Ic-onnoe", latinisé par la suite.

## Histoire

### Antiquité
De nombreux outils découverts, bifaces et hache de pierre polie signalent une présence humaine dès la préhistoire. Les Ségusiaves vivaient sur les territoires occupés aujourd'hui par les départements de la Loire et du Rhône, leur capitale étant devenue Feurs, sur la Loire. C'est aux alentours du premier siècle que l'oppidum d'Oingt est édifié, probablement composé d'habitations regroupées en position de surplomb.
Dès cette époque, plusieurs chemins de portage se croisent à Oingt, reliant les gués de la Saône à ceux de la Loire. Ces chemins sont surtout utilisés pour le commerce de l'étain, un métal recherché durant l'antiquité : allié au cuivre, il permet la fabrication du bronze (ou airain). Diodore de Sicile décrit deux itinéraires possibles pour acheminer l'étain du sud des îles britanniques à la Méditerranée, ou il est distribué. L'un d'eux remonte la Loire jusqu’à Roanne. De là, il suit un sentier de portage de la Loire au Rhône, qu'il descend ensuite. Oingt est alors une étape importante avant de rejoindre les bords de Saône par la vallée de l'Azergues.
Durant l'époque gallo-romaine, Oingt est un castrum romain bâti en vue de Lyon sur la voie romaine d’Anse à Feurs, prenant alors le nom latin Yconium. Les Romains y introduisent rapidement la culture de la vigne, culture encore prédominante aujourd'hui (Beaujolais). Oingt bénéficiant d'une position de carrefour stratégique en vue de Lugdunum, un castellum (comprenant une auberge et un fortin permettant d'abriter une dizaine d'hommes) y est probablement établi. Il est également probable qu'une petite enceinte fortifiée entourait le castrum. Plusieurs voies romaines secondaires se croisent ainsi à Oingt, améliorant les anciens chemins piétonniers sans en changer les destinations et provenances. Les voies viennent de Lugdunum ou de plusieurs ports de la Saône : Anse (Asa paulini) ou Grelonge, gué près de Ludna (hameau de Saint-Georges-de-Reneins, autrefois étape et dépôt sur la voie romaine qui suit la Saône au nord de Villefranche). Elles mènent vers Roanne (Rodumna) ou Feurs (Forum Segusiavorum), cités de la vallée de la Loire.
L'influence romaine à Oingt laisse encore aujourd'hui quelques traces parcellaires : tuiles à rebord, chapiteau composite et pierre en grand appareil qui constituait la base de la muraille qui deviendra plus tard l'enceinte moyenâgeuse de la cité d'Oingt. Une monnaie de bronze à l'effigie de Lucius Verus, gendre de Marc Aurèle (161 - 167) a été retrouvée dans les années 1970. Un fragment de chapiteau gallo-romain est exposé dans le donjon.

### Moyen-Âge
Au VIe siècle, l'empire romain se démembre sous les coups des barbares. La ville se trouve au croisement de trois grandes voies : l'une provenant des Dombes, le long du Morgon, une autre de Limonest, et la troisième allant d'Anse à Roanne par Valsonne. Ces grandes voies d'accès sont le premier point d'entrée des invasions barbares qui marqueront la première destruction d'Oingt.
La première mention de la seigneurie d'Oingt sous le nom de Castrum Iconii figure dans le cartulaire de l'abbaye de Savigny : dans un acte de 1093 y est mentionné Umfred d’Oingt et son fils Guichard, à qui l'abbé de Savigny confie la protection des terres du village et de Saint-Laurent-d'Oingt. Enclavé dans les biens de l'abbaye, le site fortifié d'Oingt bénéficie d'une position stratégique : il domine un vaste territoire et permet d'installer de solides défenses sur la vallée de l'Azergues.
En 1173, lors du partage du Forez, le château de Chatillon et le château d'Oingt sont inclus dans le Lyonnais. Guichard II accepte à contrecœur de devenir le vassal de l'archevêque de Lyon, qu'il a combattu peu de temps auparavant sous la bannière de Guy II de Forez.
Au XIIIe siècle, Guichard III seigneur d'Oingt fait construire un château à motte. On doit également à cette famille seigneuriale plusieurs constructions aux alentours (en particulier le château de Châtillon d'Azergues ; et à Theizé) ; la seigneurie d'Oingt s'étendait, en effet, bien au-delà du village actuel. On peut encore admirer dans le village d'Oingt de nombreux vestiges du XIIIe siècle du château Neuf, comme la porte du Nizy, le donjon d’où l’on domine toute la région de la vallée d’Azergues, l’ancien logis seigneurial.
L'actuelle église est l'ancienne chapelle castrale ; elle est remarquable par ses statues en bois doré, et par le chœur gothique où les voûtes sont supportées par huit culots sculptés, que l'on a proposé d'identifier avec la famille du seigneur Guichard IV d'Oingt (dont l'une des filles, Marguerite d'Oingt, est une des premières écrivains en franco-provençal).
Faute de descendants mâles, la seigneurie d'Oingt passa à la famille de Fougères (en Beaujolais), dont Claude de Fougères, baron d'Oingt, qui s'illustra le 11 avril 1544 à la bataille de Cérisoles en commandant la compagnie du Comte de Montrevel, et y fut tué. Sa fille Huguette, baronne d’Oingt, épousa Pierre de Châteauneuf de Rochebonne, gouverneur du Velay, et en 1525 la seigneurie passa à la famille de Châteauneuf, originaire du Vivarais (le château de Theizé prend alors le nom de Rochebonne). Au fil du temps et des alliances, les Marcilly de Chalmazel et les Talaru furent aussi des héritiers partiels de la maison d'Oingt.
Le bourg d’Oingt fut totalement détruit en 1562 par le baron des Adrets, il s’ensuivit une épidémie de peste qui décima une grande partie de la population du village.
Le dernier seigneur de la lignée des Châteauneuf de Rochebonne fut Charles-François de Châteauneuf de Rochebonne, archevêque de Lyon de 1731 à 1740. Après lui, la seigneurie fut vendue.
Le 26 juin 1757, la foudre s'abattit sur le clocher, que le curé avait fait construire en 1745, tuant six personnes et en terrassant deux-cents, dont quarante furent blessées. La tradition rapporte que seul le curé fut épargné.
En 1964, est créée l'association des amis du vieux village d'Oingt (AVVO) afin de créer des événements (festival des orgues de Barbarie) qui permettent d'attribuer les gains au maintien et à la restauration de ses richesses historiques.
La chapelle du château a été l'objet de soins attentifs ; devenue aujourd'hui l'église du village, elle est remarquable par la qualité de son appareil, les culots du chœur ou la statuaire. Le programme s'est poursuivi par la vieille Maison commune du XVe siècle (où sont actuellement organisées des expositions diverses), le pavage de la rue Trayne-Cul, l’une des plus anciennes de la commune, l'aménagement et ouverture au public du donjon, la mise en place d’un éclairage aux lanternes dans le village, ainsi que par la réfection de la mairie et de l’ancien lavoir (compluvium). La mairie adhère à l'association Les Plus Beaux Villages de France.
Comme beaucoup de communes françaises, Oingt subit des dégâts au cours de la tempête de décembre 1999. L'école, l'église et de nombreuses toitures majoritairement à l'ouest du village ont été les victimes de cette tempête qui a touché également les forêts au nord-ouest du bourg.

## Politique et administration

### Liste des maires
| Période                                  | Période | Identité           | Étiquette | Qualité                        |
| ---------------------------------------- | ------- | ------------------ | --------- | ------------------------------ |
| Les données manquantes sont à compléter. |         |                    |           |                                |
| 1941                                     | 1959    | Maurice Deflache   |           |                                |
| 1959                                     | 1965    | Antoinette Gaillat |           |                                |
| 1965                                     | 1995    | Claude Rouet       | UDF       | Conseiller général (1967-1998) |
| 1995                                     | 2017    | Antoine Duperray   | UMP       | Conseiller départemental       |
| Les données manquantes sont à compléter. |         |                    |           |                                |

En juillet 2016, les municipalités d'Oingt, du Bois-d'Oingt et de Saint-Laurent-d'Oingt votent un regroupement en une seule commune portant le nom de Val d'Oingt.
| Période      | Période      | Identité         | Étiquette | Qualité                  |
| ------------ | ------------ | ---------------- | --------- | ------------------------ |
| 2017         | juillet 2020 | Antoine Duperray | UMP       | Conseiller départemental |
| juillet 2020 | En cours     | Pascal Terrier   |           |                          |

### Intercommunalité
Jusque fin 2016, la commune faisait partie de la communauté de communes Beaujolais Pierres Dorées.

### Urbanisme
La commune est dotée d'un plan local d'urbanisme en 2006.

### Politique environnementale
La commune travaille à un agenda 21 local. Elle a reçu, ainsi que cinq autres villes ou villages du Rhône, le logo agenda 21 local France, ainsi que le label « terre d'avenir » de l'association nationale « Notre Village », défendant la ruralité des villages de moins de 2 000 habitants. La communauté de communes a mis en place un tri sélectif. Les déchèteries sont situées à Theizé et Saint-Laurent-d'Oingt, et Oingt est équipée de deux points de collecte sélective ainsi que d'un kit collecteur en mairie (piles, cartouches d'imprimantes et téléphones mobiles).

### Jumelages
La commune est jumelée à deux communes :
- Castel di Tora (Italie) ;
- Rüdesheim am Rhein (Allemagne).

## Population et société

### Démographie
L'évolution du nombre d'habitants est connue à travers les recensements de la population effectués dans la commune depuis 1793. À partir du 1er janvier 2009, les populations légales des communes sont publiées annuellement dans le cadre d'un recensement qui repose désormais sur une collecte d'information annuelle, concernant successivement tous les territoires communaux au cours d'une période de cinq ans. 
Pour les communes de moins de 10 000 habitants, une enquête de recensement portant sur toute la population est réalisée tous les cinq ans, les populations légales des années intermédiaires étant quant à elles estimées par interpolation ou extrapolation. Pour la commune, le premier recensement exhaustif entrant dans le cadre du nouveau dispositif a été réalisé en 2005,.
En 2014, la commune comptait 661 habitants, en évolution de +8,9 % par rapport à 2009 (Rhône : +5,46 %, France hors Mayotte : +2,49 %).
| 1793 | 1800 | 1806 | 1821 | 1831 | 1836 | 1841 | 1846 | 1851 |
| ---- | ---- | ---- | ---- | ---- | ---- | ---- | ---- | ---- |
| 452  | 424  | 487  | 401  | 453  | 438  | 416  | 409  | 420  |

| 1856 | 1861 | 1866 | 1872 | 1876 | 1881 | 1886 | 1891 | 1896 |
| ---- | ---- | ---- | ---- | ---- | ---- | ---- | ---- | ---- |
| 386  | 416  | 436  | 491  | 512  | 545  | 541  | 467  | 414  |

| 1901 | 1906 | 1911 | 1921 | 1926 | 1931 | 1936 | 1946 | 1954 |
| ---- | ---- | ---- | ---- | ---- | ---- | ---- | ---- | ---- |
| 395  | 389  | 384  | 319  | 297  | 264  | 259  | 247  | 231  |

| 1962 | 1968 | 1975 | 1982 | 1990 | 1999 | 2005 | 2010 | 2014 |
| ---- | ---- | ---- | ---- | ---- | ---- | ---- | ---- | ---- |
| 235  | 253  | 276  | 363  | 445  | 523  | 569  | 618  | 661  |

### Enseignement
L'école municipale compte 63 élèves en 2010. Une nouvelle école a été construite, avec plancher chauffant, tuiles rouges, menuiseries et bardage bois.

### Manifestations culturelles et festivités
Un festival international d’orgues de Barbarie et de musique mécanique se déroule dans la commune depuis plus de trois décennies, il y a de ce fait un musée sur ce thème.
Chaque mois de décembre depuis 2004, l'exposition Oingt en Crèches réunit plus de cent crèches de créations uniques, réalisées pour la plupart, par les habitants et artisans eux-mêmes. Elles sont exposées dans les différentes rues et vitrines.
Ces manifestations sont organisées par l'association des amis du vieux village de Oingt (informations sur http://www.oingt.ovh)

## Économie
Le village est fortement orienté vers le tourisme, avec le classement « Plus Beaux Villages de France ». Environ 17 artistes et artisans d'art sont présents à Oingt, qui compte 5 restaurants, trois gîtes et une chambre d'hôte, ainsi que cinq caveaux et domaines. Quelques petites entreprises sont également présentes.
Tourisme 
Le village est traversé par le sentier de grande randonnée de pays Tour du Beaujolais des Pierres dorées.

## Culture locale et patrimoine

### Lieux et monuments

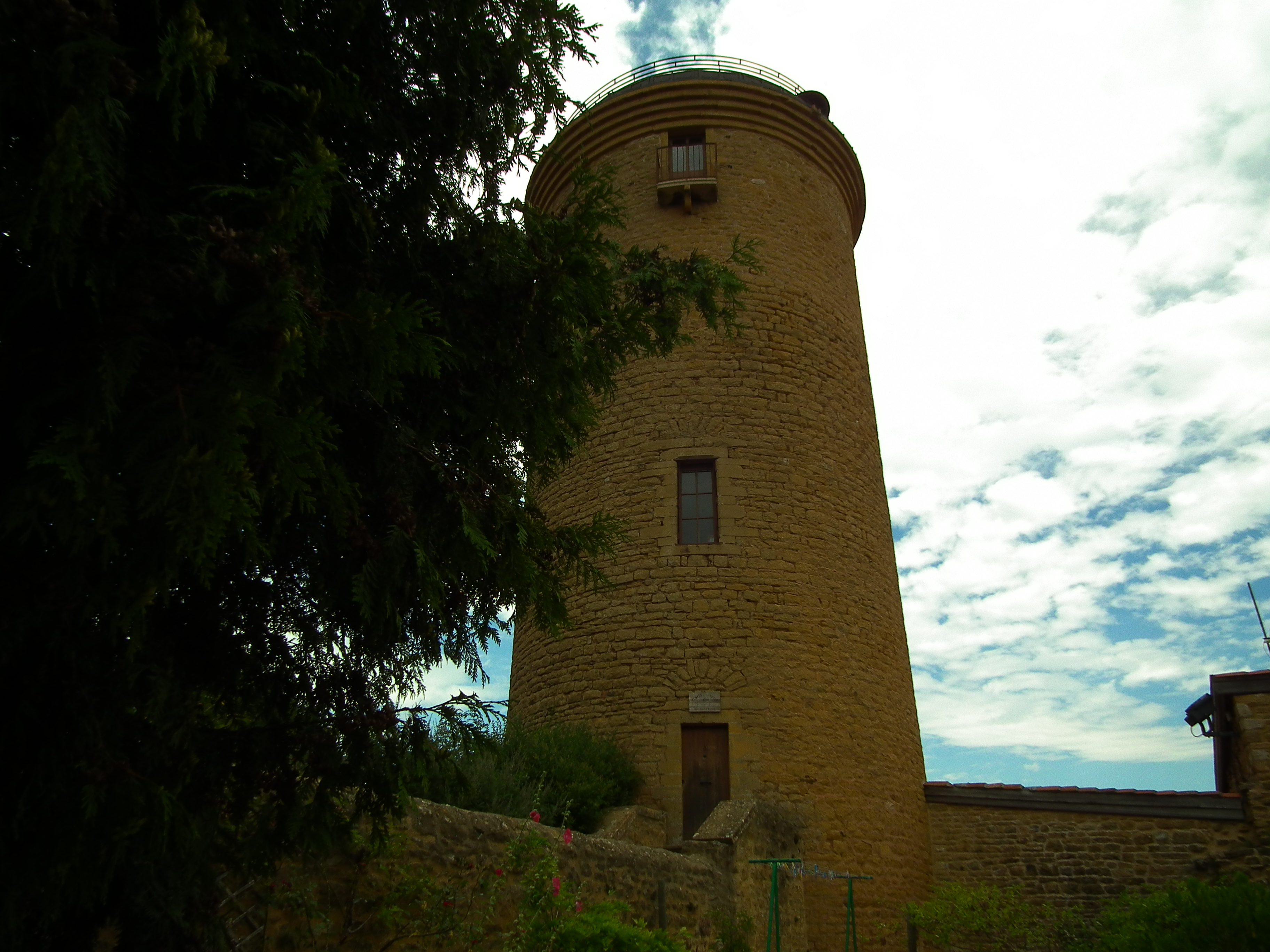
La tour d'Oingt
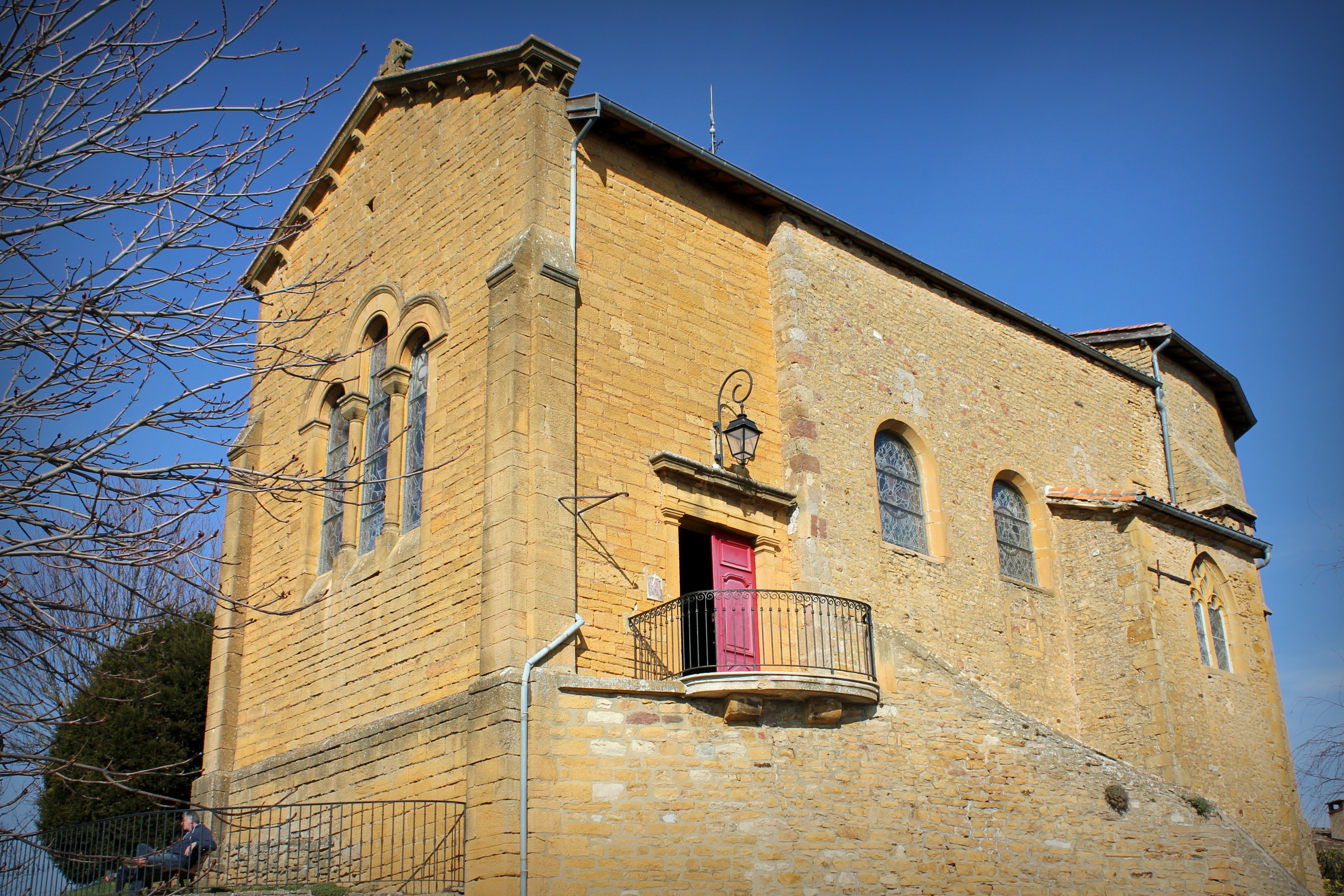
Vue sur l'église du village.
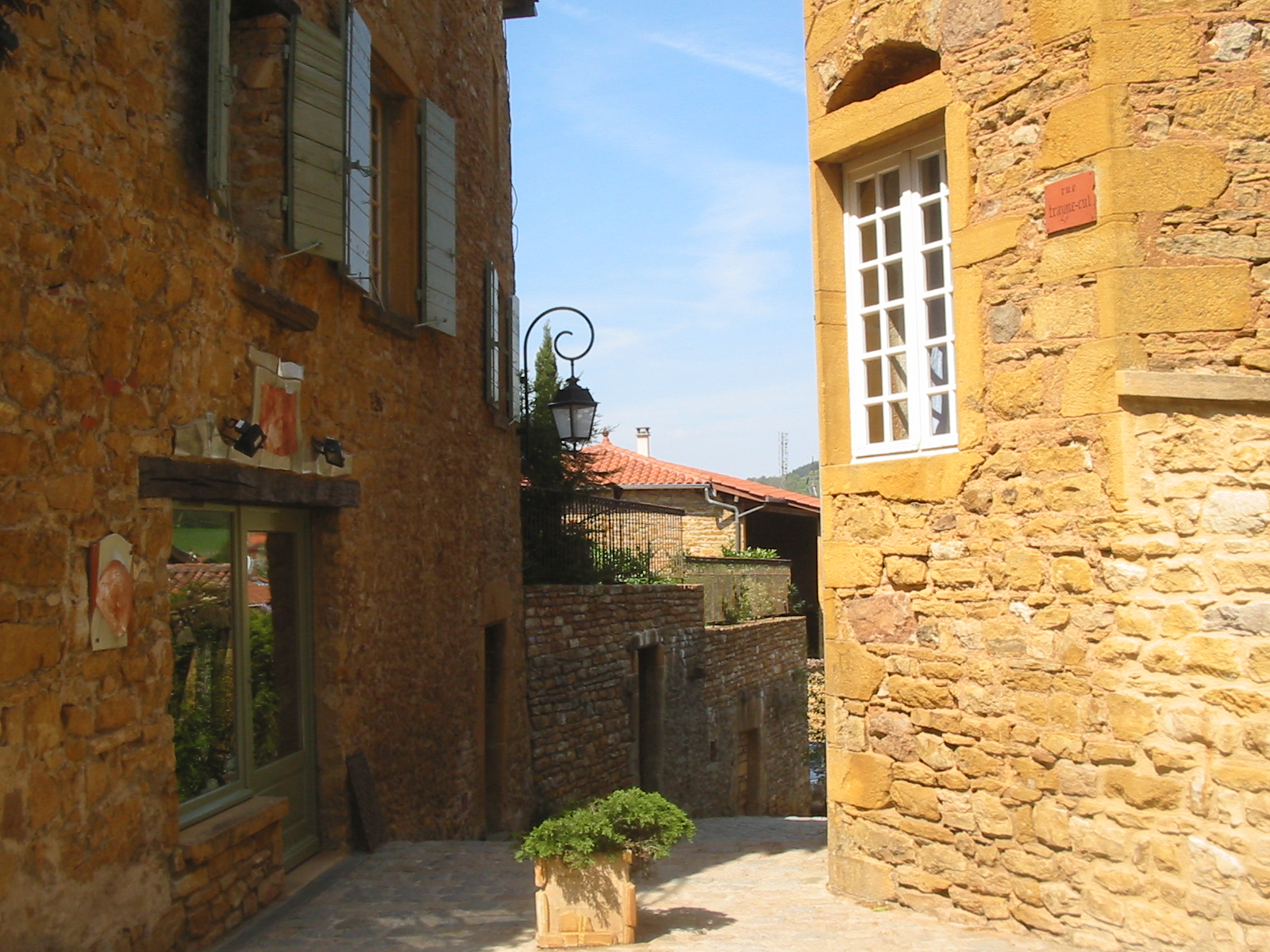
Rue Trayne-Cul.
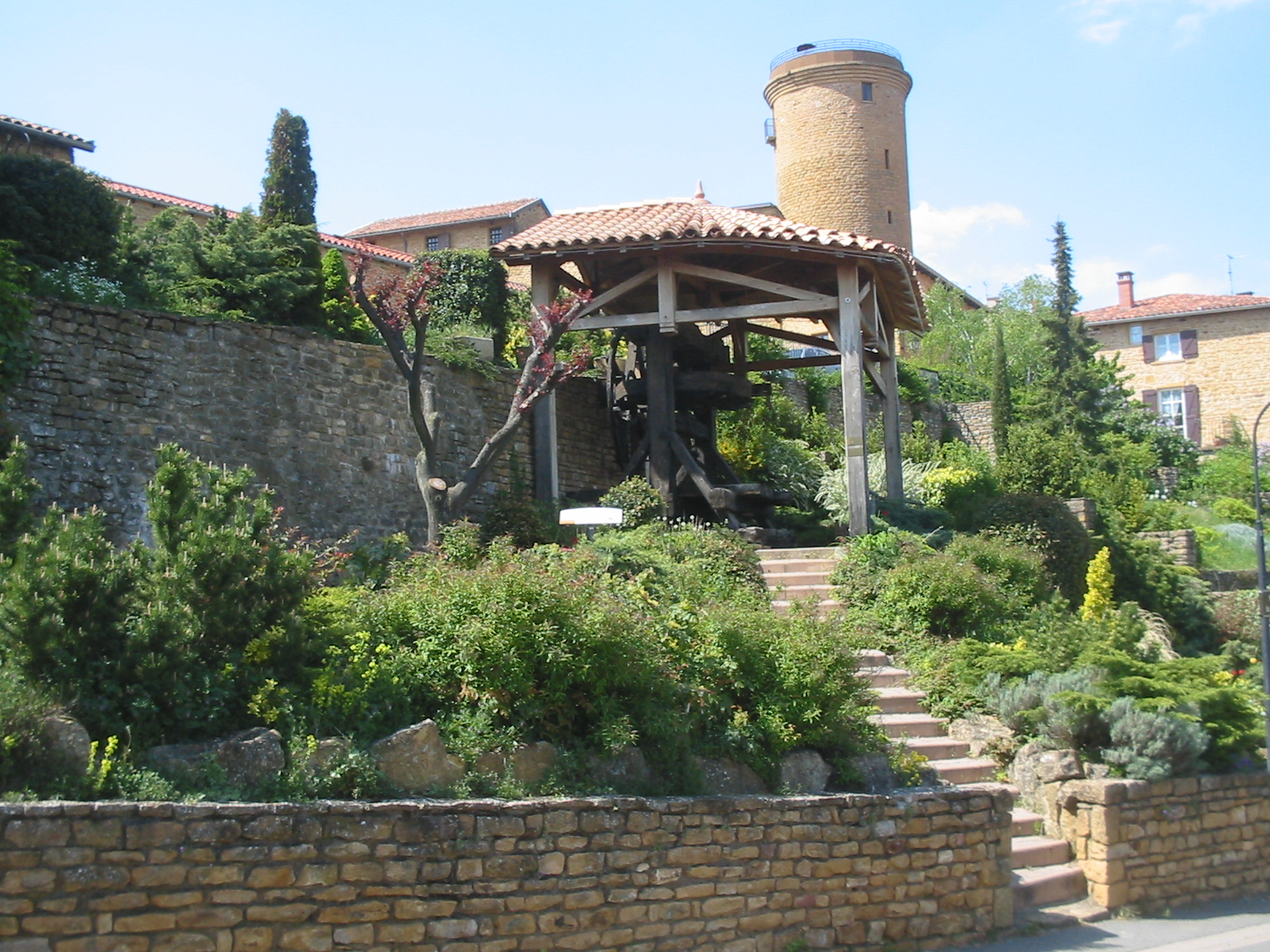
La Tour et le pressoir à perroquet.
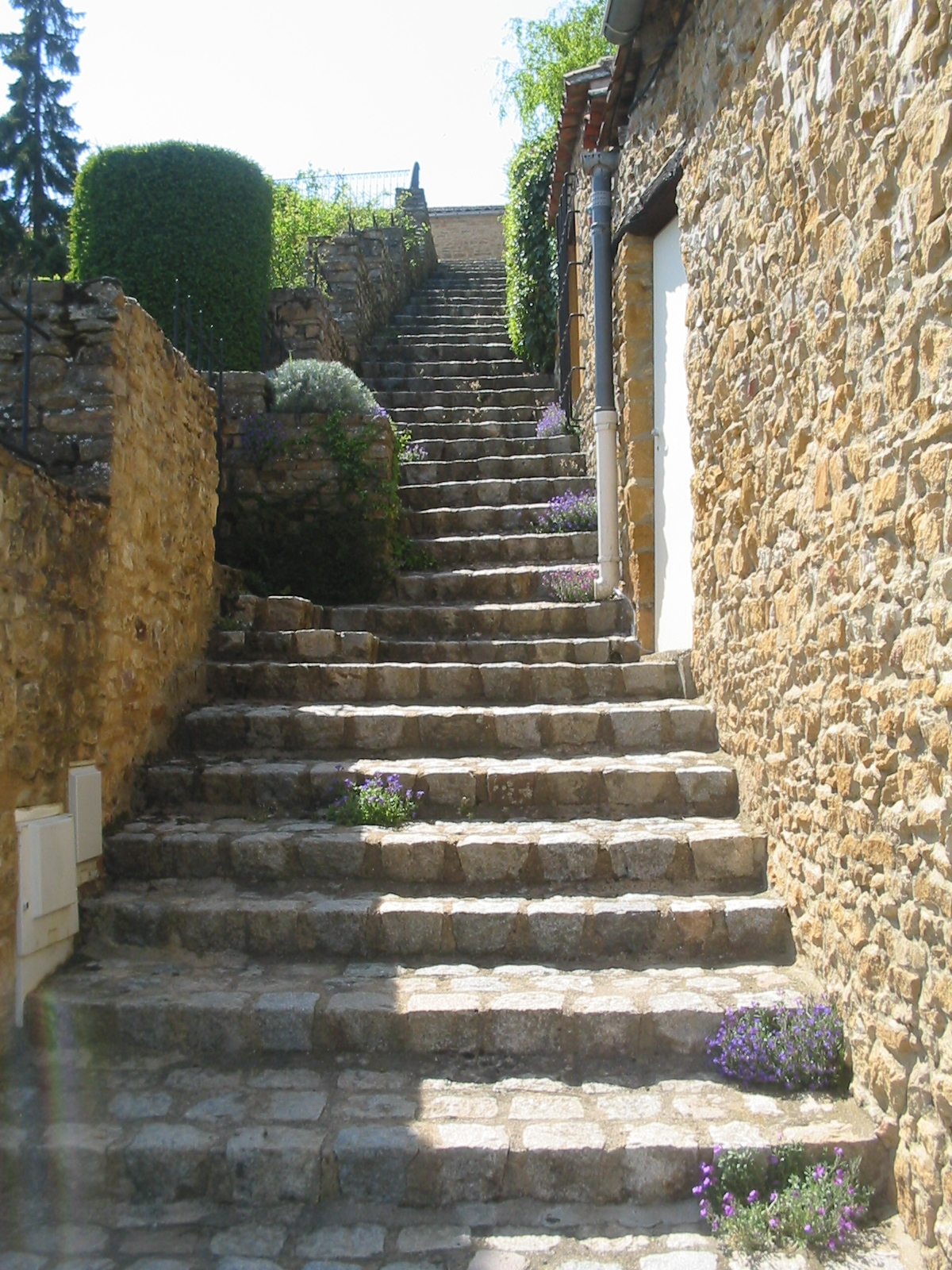
Escaliers à Oingt.
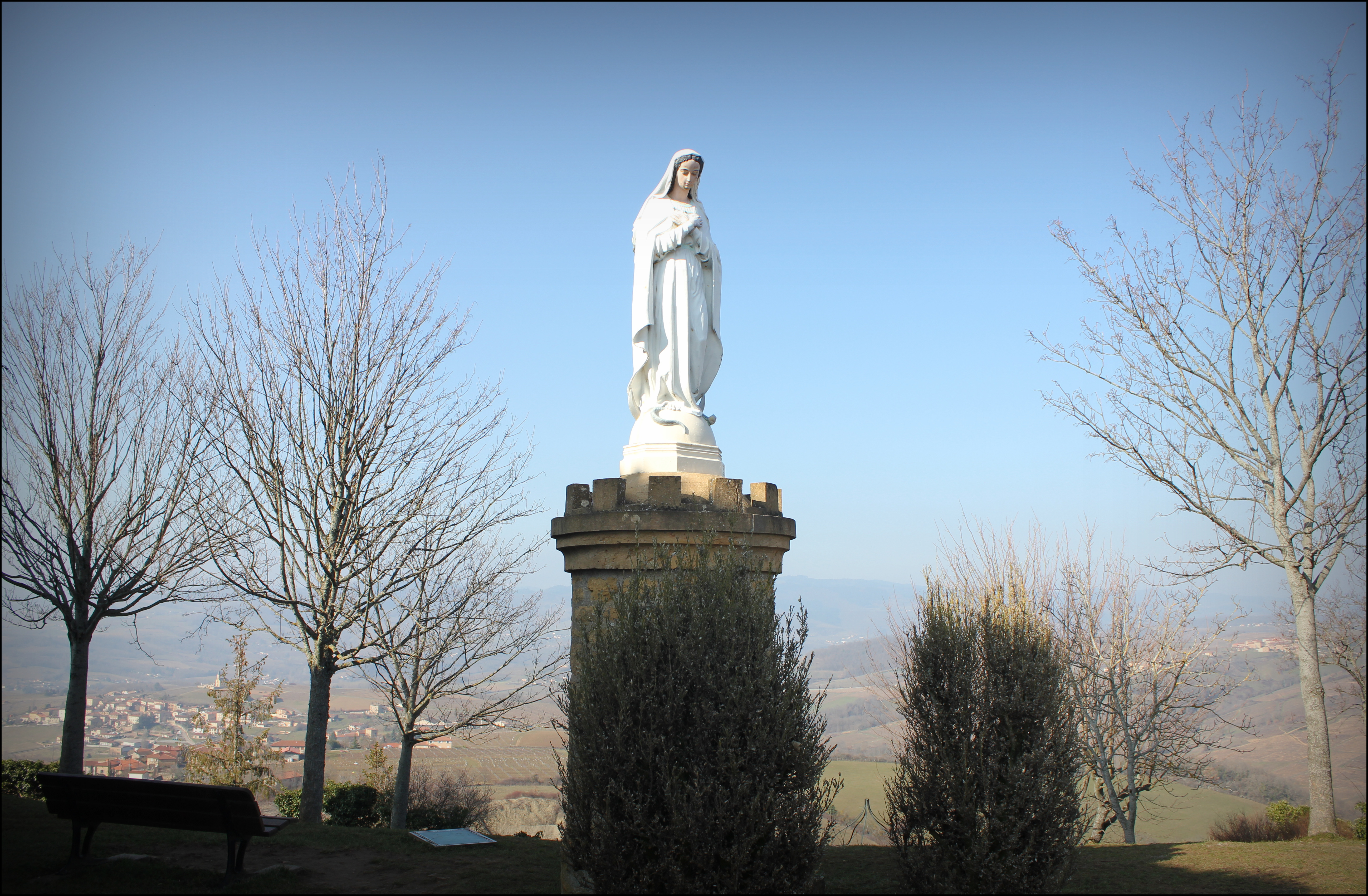
Vierge sur l'esplanade près de l'église.
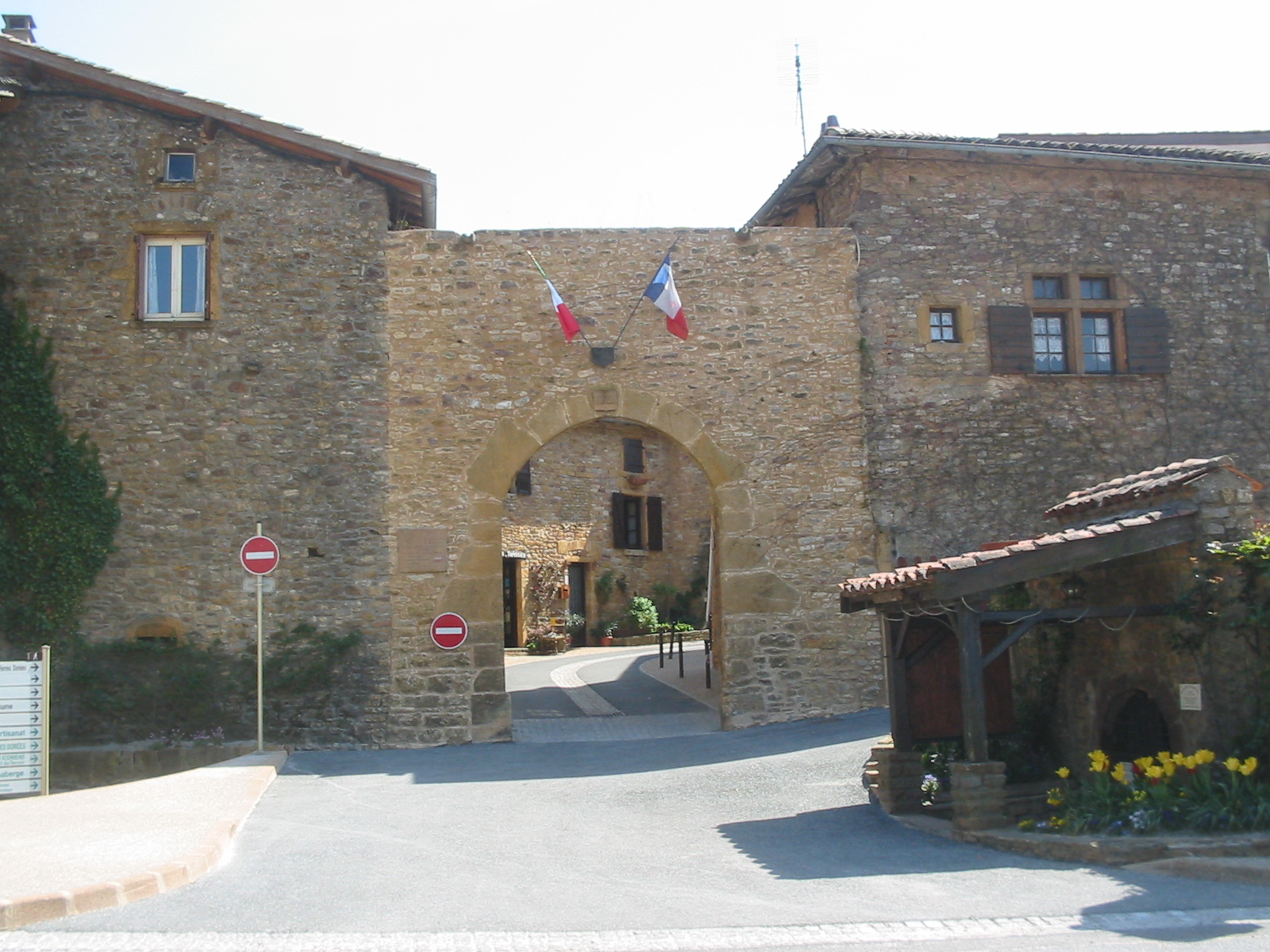
Porte d'entrée dans le village médiéval (voûte).

#### Le château d'Oingt
Fondé par des vassaux du comte de Forez au XIe siècle, il est reconstruit au XIIIe siècle ou XIVe siècle. Il est détruit pendant les guerres de religion. La chapelle castrale est citée en 1079. Il subsiste de l'époque médiévale le donjon cylindrique du XIVe siècle, classé inscrit comme édifice fortifié à l'inventaire des monuments historiques depuis 1937, et les restes des logis des XIVe et XVe siècles, aujourd’hui, il abrite un espace d’exposition sur trois étages. Avec une collection de fossiles, une autre de pierres taillées. Ainsi que des documents retraçant la vie du village, du Moyen Âge à nos jours.
L'enceinte du château correspond probablement aux limites de la basse-cour, maçonnée, elle est encore partiellement visible. On ignore si le château disposait de tours outre le donjon, et deux portes sont connues avec certitude ; la première est conservée pour sa partie basse au bout de la montée de l'Église, la seconde est visible sur le cadastre de 1827. Une troisième existait peut-être à l'angle de la rue Trayne-cul et de la montée des Écoles, où il subsiste une amorce d'un arc en pierre de taille.

#### Autres monuments
- La porte du Nizy fait partie d'une ancienne enceinte urbaine dont il ne reste rien. Datant probablement du XIV ou XVe siècle, elle a été remaniée bien après le sac de 1562, probablement au XVIIIe siècle. Les remparts, probablement détruit après 1562, n'ont jamais été reconstruits. Ils sont attestés pour la première fois dans le terrier de 1449[16], où est mentionné la porte de Malvoisin[15].
- L'église paroissiale,
- Le château de Prony. Ce dernier est situé en contrebas du bourd d'Oingt ; propriété de Gaspard de Prony (1755-1839), il a été « embelli » au XIXe siècle, mais il conserve des éléments des XIVe siècle ou XVe siècle.

### Petit patrimoine
Des murs, puits et cadoles (cabanes) en pierre sèche participent à la richesse du patrimoine communal.
Jusqu'à l'arrivée de l'eau courante au milieu du XXe siècle, le village a manqué d'eau. La municipalité a aménagé des puits et réservoirs, surtout au XIXe siècle lors de la forte croissance de la population. La commune compte en tout sept puits : le puits commun, le puits de la Picotière, le puits et lavoir de la Gandolière, la puits de la Guillardière, le puits du marché, le puits de Prony et le puits de Fontvieille.
Le plan local d'urbanisme recense également la croix du Layet du bas, ainsi que du patrimoine naturel avec la haie Danguin et des arbres isolés comme le chêne guillard ou un sorbier roche.

### Pressoir à perroquet
Vestige de la vie viticole d’autrefois : Datant de la fin du XIXe siècle, il est d’un type particulier, appelé pressoir à perroquet. Dont il reste très peu d’exemplaires en France.
 « Un homme montait sur la première roue, pour mettre en action une seconde roue. Celle-ci actionnait les presses. On pouvait, grâce à ce système, presser 1,5 tonne de raisin à la fois. Le jus se déversait par le bec du pressoir ». D’où le nom de perroquet.

### Musée de musique mécanique
Il présente une belles collections d’instruments en état de fonctionnement : pianos mécaniques, orgues de barbarie, boites à musique, gramophones et une serinette du XVIIe siècle,.

### Panorama
La commune profite d'un cône de vue remarquable sur la vallée.

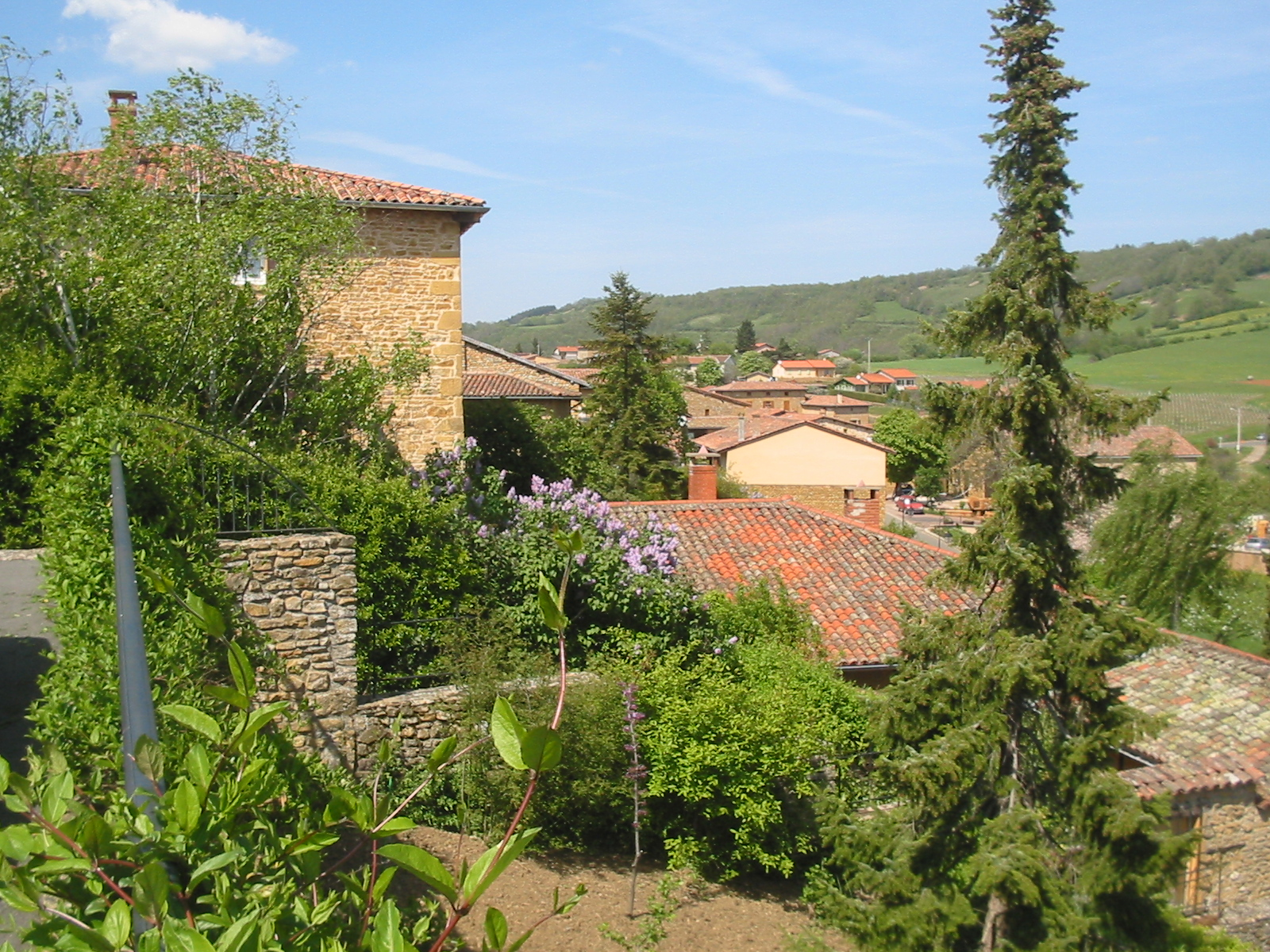
Vue d'une partie du village.
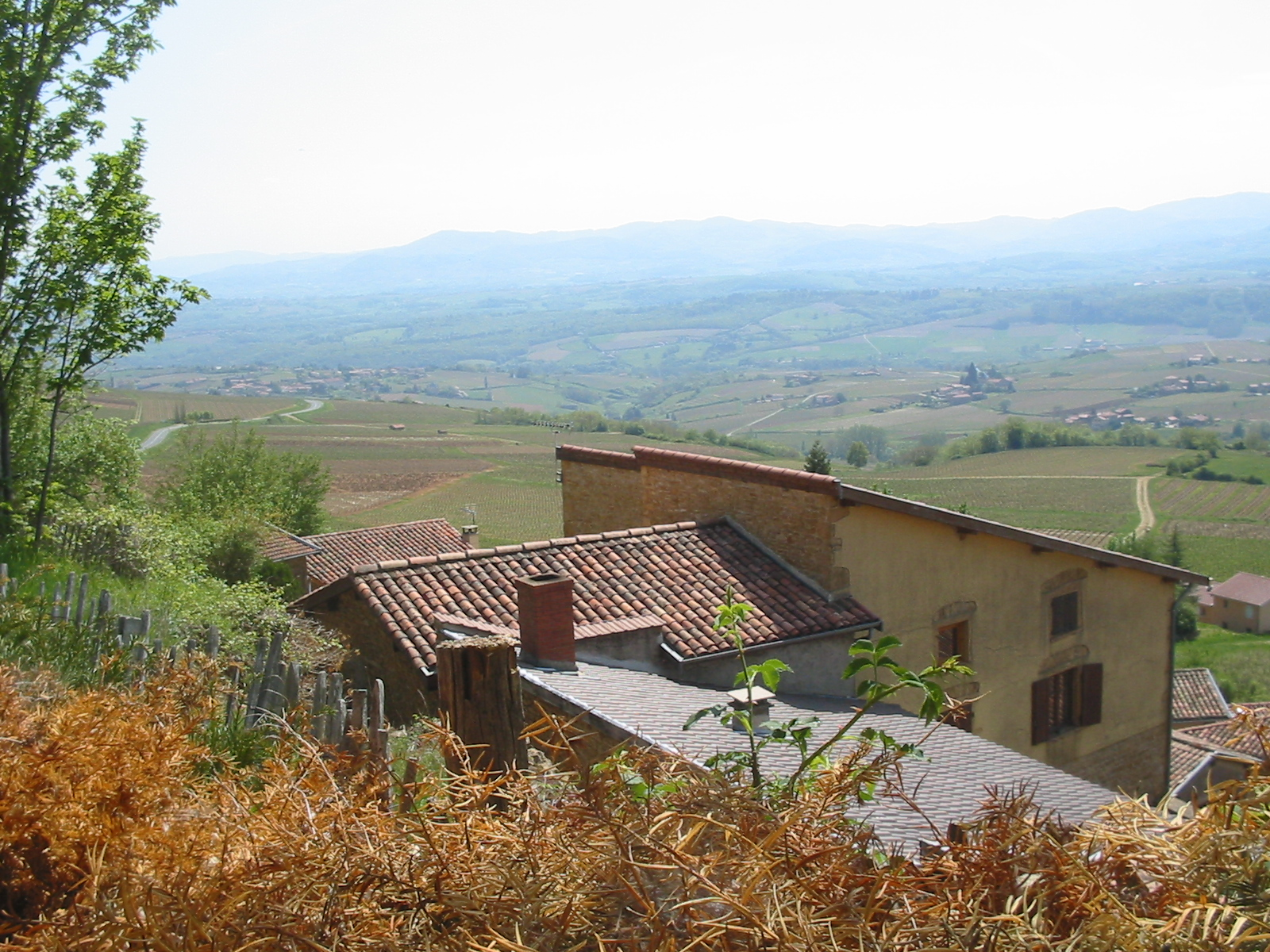
Vue depuis le chemin de ronde sur les vallons autour de la vallée de l'Azergues.
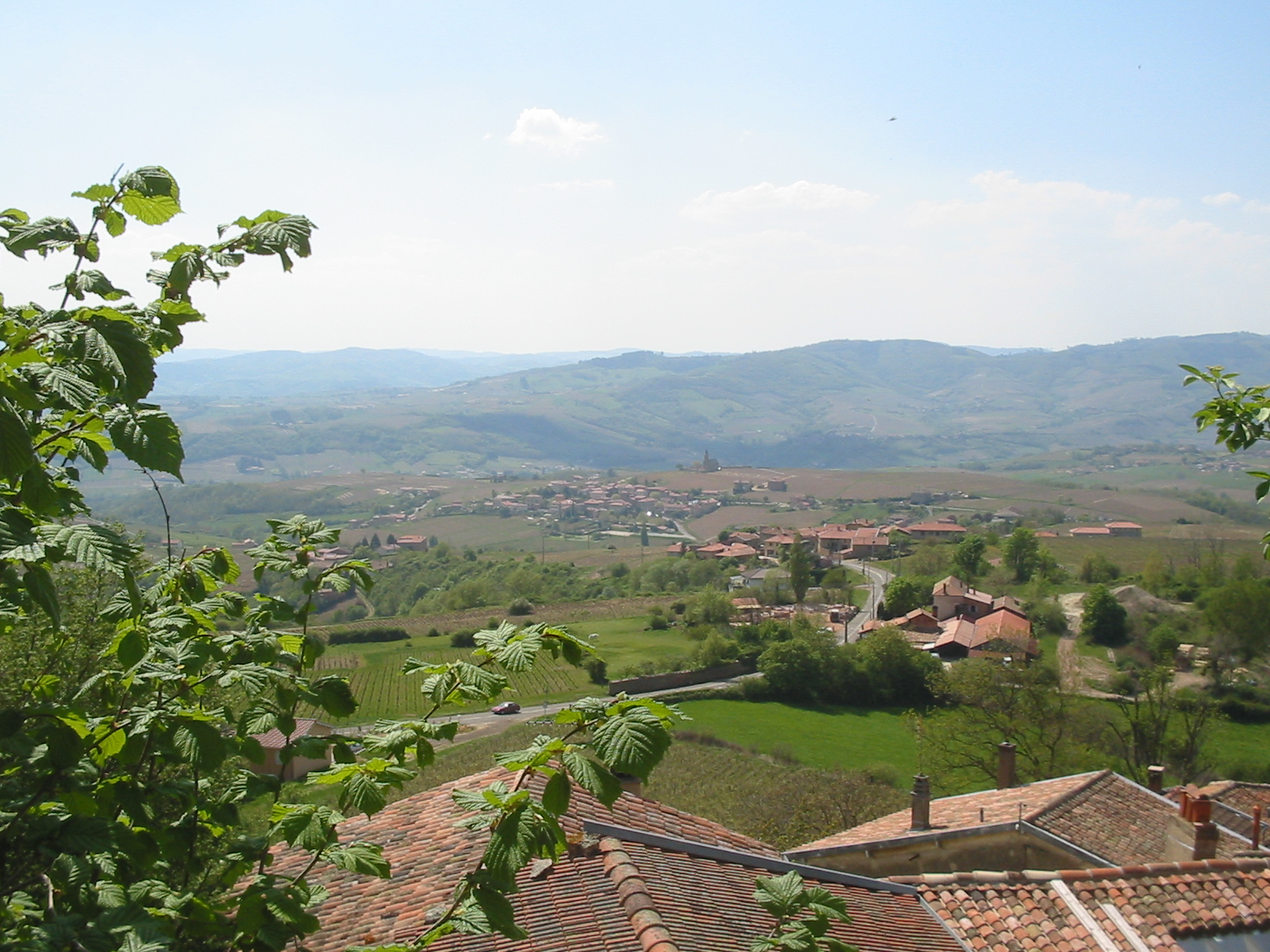
Vue depuis le chemin de ronde sur Saint-Laurent-d'Oingt.
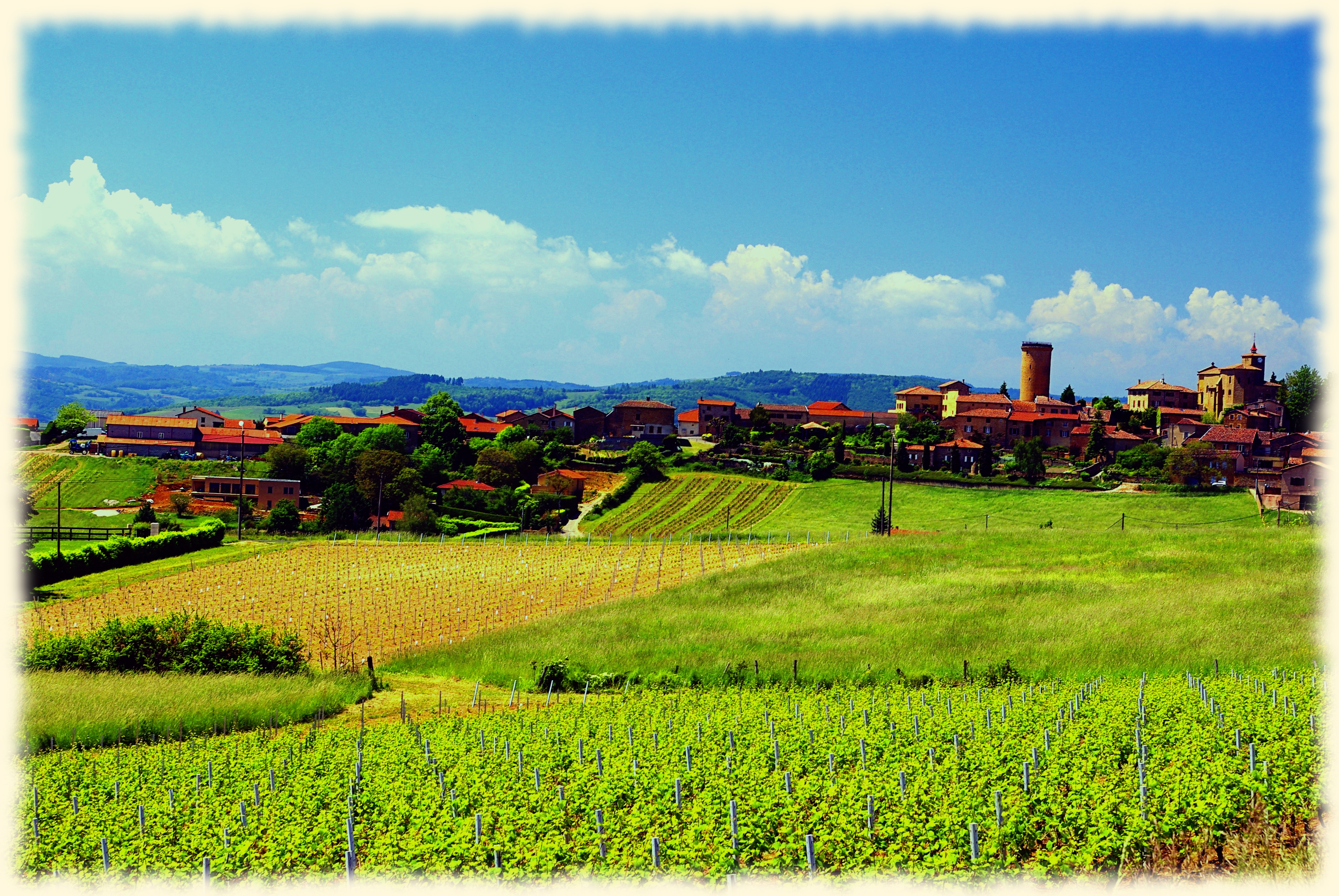
Village d'Oingt.

### Héraldique
| Blason d'Oingt | Les armes d'Oingt se blasonnent ainsi : D'argent à la fasce de gueules chargée de trois étoiles d'or. |

### Personnalités liées à la commune
- Marguerite d'Oingt (1240 - 1310), prieure de la chartreuse de Poleteins, mystique et écrivain en franco-provençal, contribue ainsi à l'illustration de la famille d'Oingt.
- Gaspard Riche, baron de Prony (1755 - 1839), ingénieur, membre de l'Institut, directeur de l'École des Ponts-et-Chaussées.